# Galleri Mats Bergman
Galleri Mats Bergman är ett svenskt konstgalleri grundat 1984 av konsthandlaren Mats Bergman. Galleriet har haft verksamhet i både Stockholm och Karlstad. Under sin mer än 40-åriga historia har Galleri Mats Bergman visat måleri, grafik, skulptur och fotografi.

## Historia
Galleriet öppnade på Hornsgatan i Stockholm 1984 och etablerade några år senare en filial i Karlstad. Genom åren har galleriet flyttat mellan flera olika adresser i båda städerna.

### Gallerilokaler genom åren
Stockholm:
- Hornsgatan (1984–1985)
- Hornsgatan (1986–1988)
- Grevturegatan (1989–1994)
- Karlavägen (1994–1999)
- Nybrogatan (1999–2002)
- Storgatan (2002–2006)
- Lidingö konsthall (Mats Bergman intendent)[2]
- Sturegatan (2006–2008)
- Norrtullsgatan (2008–2023)

Karlstad:
- Herrgårdsgatan (1987–2003)
- Östra Torggatan (2003–2005)
- Herrhagsgatan (2013–nutid)[3]

## Konstnärer och utställningar
Galleri Mats Bergman har samarbetat med flera olika konstnärer – från erkända veteraner till nytänkande samtidskonstnärer.
Flera av dessa konstnärer har haft separatutställningar som fått stort genomslag. 
Yrjö Edelmann, internationellt känd för sina illusionistiska paketmålningar i trompe-l'œil-stil, är en av de mest framstående profilerna i galleriets historia. Konstnärer som Eva Zettervall och Suzanne Nessim har bidragit till att forma galleriets identitet med verk som kombinerar politisk medvetenhet, färgintensitet och ett starkt personligt uttryck. L G Lundberg , känd för sina detaljrika och poetiska landskapsmålningar, har också ställts ut på galleriet.

## Digital närvaro och samlarkonst
Galleriet har en digital närvaro genom sin webbplats gallerimatsbergman.se, där konstverk presenteras för försäljning tillsammans med information om konstnärer och aktuella utställningar. 